# Frances Oldham Kelseyová
Frances Oldham Kelseyová (24. července 1914 Cobble Hill – 7. srpna 2015 London) byla kanadsko-americká lékařka a farmakoložka. Jako komisařka amerického úřadu Úřadu pro kontrolu potravin a léčiv (FDA) v roce 1960 odepřela udělení licence sedativu thalidomid, a tím zabránila epidemii vrozených vad v USA.

## Život
Vysokoškolské studium zahájila na McGillově univerzitě v Montrealu. Doktorát z farmakologie získala na Chicagské univerzitě v roce 1938. Lékařské vzdělání tam dokončila o šestnáct let později. V roce 1943 se provdala za profesora farmakologie dr. Fremonta Ellise Kelseye, měli spolu dvě dcery.
Pracovala jako zástupkyně šéfredaktora časopisu American Medical Association Journal. Potom se rodina přestěhovala do Jižní Dakoty, kde se její manžel stal vedoucím katedry fyziologie a farmakologie na lékařské fakultě. Kelsyová tam v letech 1954–1957 učila farmakologii, další tři roky provozovala soukromou lékařskou praxi. Tehdy získala americké občanství.
V roce 1960 se rodina opět přestěhovala, a to do Washingtonu, kde dr. Kelseyová začala pracovat pro Úřad pro kontrolu potravin a léčiv. V září téhož roku německá firma Chemie Grünenthal prostřednictvím amerického distributora Merrell (později Sanofi) tento úřad požádala o schválení léku Kevadon, který obsahoval thalidomid. Když dr. Kelseyová vznesla o léku pochybnosti, začali ji lidé z Merrellu pronásledovat dopisy, telefonáty a návštěvami. Nátlaku odolala. Svůj názor na nový lék musela obhajovat i při slyšení v Kongresu.
Firma FDA šestkrát žádala o uvolnění Kevadonu k distribuci v USA, ale šestkrát byla odmítnuta. Proti Kelseyové vedla kampaň, ve které ji popsala jako „malichernou, paličatou a nepřiměřenou byrokratku“.
V únoru 1961 dr. Kelseyová v časopise British Medical Journal četla článek o možném poškození rukou a nohou plodu v těhotenství vlivem thalidomidu. Získala tak další argumenty proti snahám Merrellu. Na konci téhož roku byla zveřejněna studie, podle které deformace stovek dětí v Evropě způsobil právě thalidomid. Merrell pak žádost o registraci stáhl.

## Ocenění
- Vyznamenání za vynikající federální civilní službu (Distinguished Federal Civilian Service)